# 根来健一郎
根来 健一郎（ねごろ けんいちろう、1910年（明治43年）2月5日 - 2001年（平成13年）7月17日）は、昭和から平成時代の陸水学者、藻類学者。特に珪藻学の分野における貢献で知られる。

## 経歴・人物
和歌山県那賀郡池田村（現・紀の川市打田）の豪農の長男として生まれる。和歌山県立和歌山中学（現・ 和歌山県立桐蔭高等学校）、東京高等師範学校理科三部を経て、東京文理科大学生物学科植物学専攻に入学する。1934年（昭和9年）同大学を卒業と同時に母校の助手となり、1944年（昭和19年）東京高等師範学校教授、1946年（昭和21年）東京文理科大学助教授となる。その後、1948年（昭和23年）11月に大津臨湖実験所（現・京都大学生態学研究センター）に異動する。1965年（昭和40年）6月より約一年間、西ドイツのマックス・プランク学術振興協会より招聘を受け、シュレースヴィヒ＝ホルシュタイン州プレーンにある陸水生物学研究所にて研究客員として研究に従事した。帰国後、日本学術会議から第7次日本南極地域観測隊員に推薦を受け、南極に赴いた。他、1981年から1986年にかけて日本珪藻学会初代会長を務めた。
クンショウモ属に属す琵琶湖固有種のビワクンショウモの命名は根来によってなされた。